# Wereldkampioenschappen fitness, aerobics & hip hop unite 2015
De wereldkampioenschappen fitness, aerobics & hip hop unite 2015 waren een door de Fédération Internationale de Sports, d’Aérobic et de Fitness (FISAF) georganiseerd kampioenschap dat plaats vond in het Palais des sports in het Martinikaanse Lamentin van 1 tot 5 december 2015. Er namen circa 600 atleten uit 15 verschillende landen deel.

## Resultaten

### Sports aerobics
| Discipline   | Goud                                         | Zilver | Brons |
| ------------ | -------------------------------------------- | ------ | ----- |
| Dames single | Allira Bull                                  | ?      | ?     |
| Dames team   | Marlies Torfs Aaike Foubert Lissa Van Brande | ?      | ?     |
| Heren single | Cameron Brown                                | ?      | ?     |

### Hip hop united[7]
| Discipline | Goud | Zilver | Brons |
| ---------- | --- | --- | --- |
| Team       | Liliia Gaifullina Marija Guseva Ekaterina Gizhevskaya Dinara Zakiryanova Viktor Zakharov Ivan Kelik Danil Bukharov Alexandr Starkov | Sarah Faithfull Jessica Graham Britney France Loretta Tauariki Shenaegh Hayden Ryo Fujikawa Jesse Evans Joseph McClutchie | Hendrik Leender Sarah Appels Nwanu Esther Laura Vannerem Chiara Lupoli Gerlinde Werdefroy Kelly Van Den Heuvel Sarah Mertens |